# HD한국조선해양
HD한국조선해양(HDKSOE)은 대한민국 HD현대그룹의 중간 지주회사이다.
1973년 12월 28일 최초 현대조선중공업주식회사로 설립되었으며 1978년 2월 24일 현대중공업주식회사로 명칭이 변경되었다.
2019년 6월 1일을 기일로 조선, 해양플랜트, 엔진 사업부문을 (신)현대중공업주식회사로 분할하고 남은 회사는 한국조선해양주식회사로 상호를 변경하였다.
2019년 6월 3일 본사를 울산광역시 동구 방어진순환도로 1000 (전하동)에서 서울특별시 종로구 율곡로 75 (계동)으로 이전하였다.
2023년 3월 28일 상호를 한국조선해양주식회사에서 HD한국조선해양주식회사로 바꾸고, 본점 소재지를 경기도 성남시 분당수서로 477에 위치한 HD현대 글로벌R&D센터(GRC)로 변경했다. 이는 2022년 12월 본사 사옥을 서울 종로구 계동에서 GRC로 이전한 데 따른 것이다.
2024년 8월 수소연료전지 자회사 HD하이드로젠을 설립했으며, 같은 달 HD하이드로젠이 핀란드 헬싱키 소재 연료전지 시스템 기업 '컨비온'을 인수하며 본격적으로 수소연료전지 시장에 뛰어들었다.